# Iskandar Safa
Iskandar Safa (ur. 3 kwietnia 1955 w Bejrucie, zm. 29 stycznia 2024 w Mougins) – francuski biznesmen pochodzenia libańskiego, który stał się znany z udziału tzw. aferze zakładników francuskich w Libanie (1987-1988) oraz uratowania normandzkich zakładów stoczniowych CMN (Constructions mécaniques de Normandie), które nabył w 1992 roku.
Wraz z bratem Akramem Safą jest właścicielem Privinvest Holding, dużej międzynarodowej grupy stoczniowej. Kontroluje również FIMAS SA, francuską spółkę z dużym
portfelem nieruchomości i hoteli na południu Francji, zwłaszcza w Mandelieu-la-Napoule.
Jest właścicielem akcji grupy Valmonde, w tym tygodnika Valeurs actuelles oraz miesięcznika Mieux vivre votre argent, za pośrednictwem swojej spółki Privinvest Médias, spółki zależnej Privinvest Holding.

## Życiorys

### Pochodzenie i wykształcenie
Iskandar Safa urodził się w rodzinie chrześcijan maronickich. W młodości wstąpił na krótko do chrześcijańskiej nacjonalistycznej frakcji wojskowej Cedar Guardians, w tym czasie był nazywany „Sandy”, pseudonim, który zachował w późniejszym okresie życia w odniesieniu do waleczności.
Pod koniec lat 70. wstąpił do Amerykańskiego Uniwersytetu w Bejrucie, gdzie uzyskał dyplom z inżynierii lądowej. Opuścił Liban, aby pracować jako inżynier robót publicznych w Stanach Zjednoczonych, zanim przeniósł się do Francji, gdzie w 1982 uzyskał tytuł Master of Business Administration (MBA) w Europejskim Instytucie Administracji Biznesowej (INSEAD) w Fontainebleau.

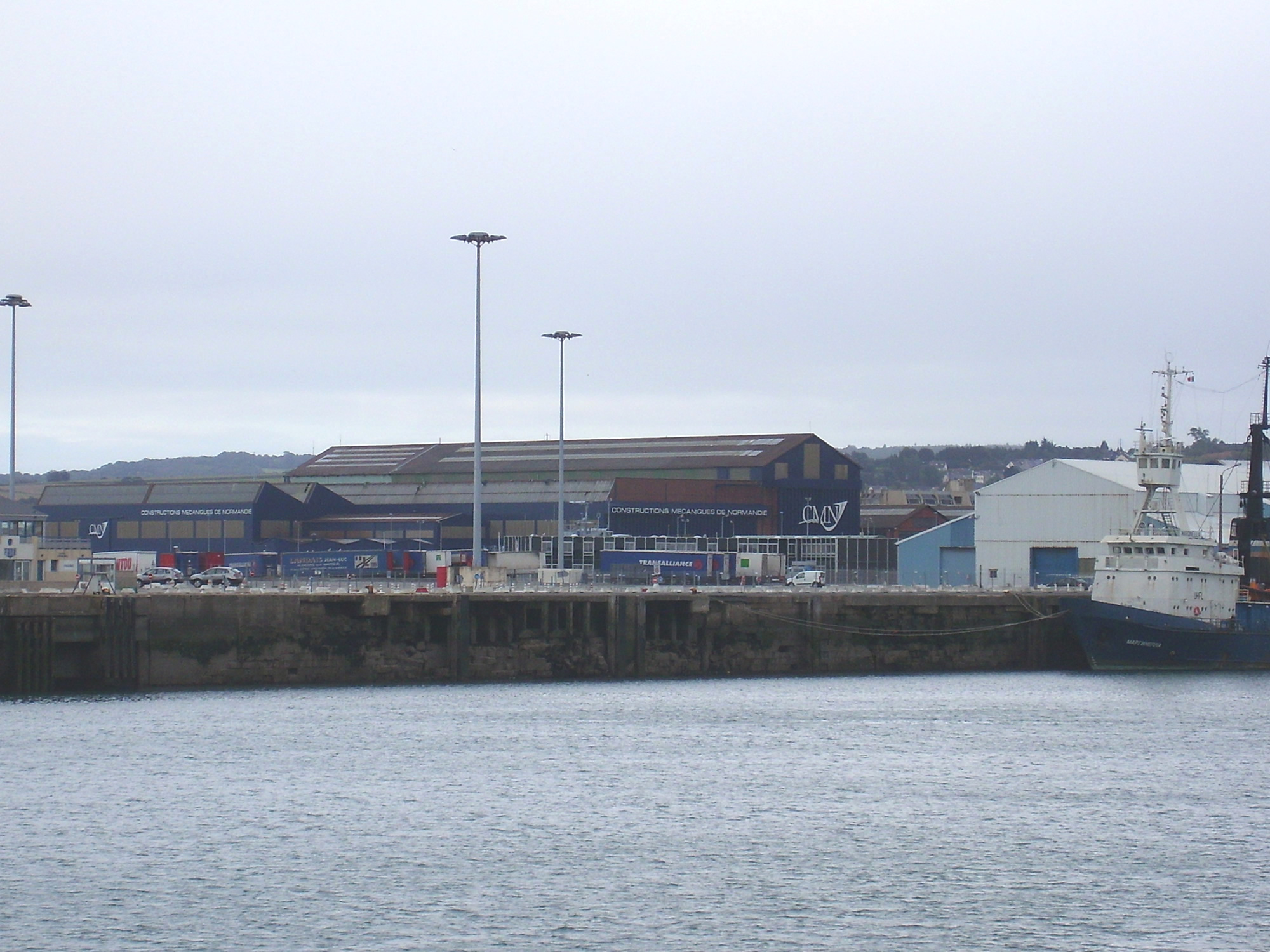
Zakłady CMN, widok z Quai de France, Cherbourg-Octeville

### Kariera
W latach 1978–1981 Iskandar Safa zarządzał budową wojskowego lotniska w Rijadzie. W 1986 roku został prezesem Triacorp International. 19 stycznia 2005 ustąpił ze stanowiska przewodniczącego komitetu sterującego spółki na rzecz Erica Giardiniego. W latach 90. Iskandar i jego brat Akram założyli Privinvest, firmę stoczniową specjalizującą się w marynarce i statkach handlowych oraz mega jachtach. W 1992 jego oferta została wybrana przez CIRI (Comité Interministériel de Restructuration Industrielle) do zakupu Constructions Mécaniques de Normandie (CMN) w Cherbourgu. Udało mu się uratować stocznię morską, która borykała się ówcześnie z trudnościami. CMN stała się francuską spółką stowarzyszoną z Privinvest Group. Iskandar Safa jest obecnie głównym udziałowcem CMN. Jest także przewodniczącym rady Grupy FIMAS, która jest właścicielem kamieniołomów marmuru w miejscowości Saint-Pons-de-Thomières w departamencie Hérault we południowej Francji, znanym pod nazwą „Marbres de France”. W 2007 Iskandar Safa wziął udział w tworzeniu stoczni Abu Dhabi Mar wraz z Al Aïn International, której został dyrektorem wykonawczym. W 2011 Privinvest nabył akcje Al Aïn International.
W dniu 1 marca 2018 niemieckie konsorcjum składające się z Thyssen Krupp i Luerssen zostało wykluczone przez rząd niemiecki z przetargu na budowę wielofunkcyjnego okrętu wojennego MKS 180 na rzecz GNY (niemieckie stocznie marynarki wojennej), należącego do grupy Prinvinvest oraz holenderskiego koncernu stoczniowego Damen.
Obecnie Iskandar Safa jest uważany za jednego z najbogatszych ludzi w Libanie.